# Hetitski klinopis
Hetitski klinopis je različica klinopisa, prirejena za pisanje hetitskega jezika. Ohranjeni korpus hetitskih besedil je zapisan na glinenih tablicah iz 2. tisočletja pr. n. št. (približno od 17. do 12. stoletja pr. n. št.).
Hetitski pravopis je bil neposredno prilagojen staroasirskemu klinopisu. Rüster in Neu navajata 375 klinopisnih znakov, ki so se uporabljajo v hetitskih dokumentih. Od teh se je 11 znakov uporabljalo samo v huritskih in hatskih glosarijih. Število znakov je majhno v primerjavi s približno 600 znaki, ki so se uporabljali v staroasirskem klinopisu. Približno polovica hetitskih znakov ima zlogovne vrednosti, preostali pa so se uporabljali kot ideogrami ali logogrami, ki so predstavljali celo besedo, podobno kot na primer sodobna znaka "%" in "€".
Klinopisni znaki imajo lahko tri funkcije: lahko so silabogrami, akadogrami ali sumerogrami. Silabogrami so znaki, ki predstavljajo zloge. Akadogrami in sumerogrami so ideogrami, ki izvirajo iz prejšnjega akadskega oziroma sumerskega pravopisa, vendar se ne izgovarjajo enako kot v izvirnem jeziku. Sumerogrami so večinoma ideogrami in določniki. Za vse velja naslednji dogovor:
- silabogrami se pišejo z ležečimi malimi črkami
- akadogrami se pišejo z ležečimi velikimi črkami
- sumerogrami se pišejo s pokončnimi velikimi črkami

Znak GI 𒄀 se torej lahko uporabi (in prečrkuje) na tri načine: kot hetitski zlog gi (lahko tudi ge), v akadskem črkovanju kot QÈ-RU-UB (ob predpostavki, da QÈ pomeni "blizu"), in kot sumerski ideogram GI za "cev" ali nadnapisan GI, če se uporablja kot določilnik.

## Abeceda
Hetitska abeceda vsebuje soglasnike, soglasnike, pred katerimi je samoglasnik (po dogovoru označeni s črkama CV), soglasniki, ki jim sledijo samoglasniki (VC) in soglasniki s samoglasnikom pred njimi in za njimi (CVC). Abeceda vsebuje naslednje soglasnike:
b, p, d, t, g, k, ḫ, r, l, m, n, š, z,
v kombinacijah s samoglasniki 
a, e, i, u.
K njim so dodani znaki ja (=I.A 𒄿𒀀), va (=PI 𒉿) in vi  (=wi5=GEŠTIN 𒃾 "vino").
Raba zvenečih/nezvenečih soglasnikov (k/g, p/b, t/d) je v hetitščini drugačna kot v asirščini. Soglasniki so v nekaterih besedah zamenljivi, v drugih pa se izgovarjajo skladno. 
Namen vstavljanja dodatnega samoglasnika med zloge ni jasen. Med zglede takšne prakse spada vključevanje -a- v besede  iš-ḫa-a-aš "mojster", la-a-man "ime" in ú-i-da-a-ar "vode". V nekaterih primerih bi to lahko pomenilo podedovan dolg samoglasnik (lāman, sorodno z latinskim nōmen; widār, sorodno z grškim ὕδωρ hudōr), lahko pa bi imelo tudi kakšne druge funkcije, na primer povezane z naglašanjem besed.

### V (samoglasniki)
| a 𒀀      |
| e 𒂊      |
| i 𒄿      |
| u 𒌋, ú 𒌑 |

### CV (soglasnik-samoglasnik)
|    | b-       | p-       | d-       | t-   | g-       | k-       | ḫ-         | l-       | m-         | n-         | r-       | š-         | w-    | y-   | z-         |
| -- | -------- | -------- | -------- | ---- | -------- | -------- | ---------- | -------- | ---------- | ---------- | -------- | ---------- | ----- | ---- | ---------- |
| -a | ba 𒁀     | pa 𒉺     | da 𒁕     | ta 𒋫 | ga 𒂵     | ka 𒅗     | ḫa 𒄩       | la 𒆷     | ma 𒈠       | na 𒈾       | ra 𒊏     | ša 𒊭       | wa 𒉿  | ya 𒅀 | za 𒍝       |
| -e | be 𒁁     | pé, pí 𒁉 | de, di 𒁲 | te 𒋼 | ge, gi 𒄀 | ke, ki 𒆠 | ḫe 𒄭, ḫé 𒃶 | le, li 𒇷 | me 𒈨, mé 𒈪 | ne 𒉈, né 𒉌 | re, ri 𒊑 | še 𒊺       |       |      | ze 𒍣, zé 𒍢 |
| -i | bi 𒁉     | pé, pí 𒁉 | de, di 𒁲 | ti 𒋾 | ge, gi 𒄀 | ke, ki 𒆠 | ḫi 𒄭       | le, li 𒇷 | mi 𒈪       | ni 𒉌       | re, ri 𒊑 | ši 𒅆       | wi5 𒃾 | zi 𒍣 |            |
| -u | bu, pu 𒁍 | bu, pu 𒁍 | du 𒁺     | tu 𒌅 | gu 𒄖     | ku 𒆪     | ḫu 𒄷       | lu 𒇻     | mu 𒈬       | nu 𒉡       | ru 𒊒     | šu 𒋗, šú 𒋙 |       | zu 𒍪 |            |

### VC (samoglasnik-soglasnik)
|    | -b               | -p               | -d               | -t               | -g               | -k               | -ḫ               | -l   | -m       | -n   | -r         | -š      | -z       |
| -- | ---------------- | ---------------- | ---------------- | ---------------- | ---------------- | ---------------- | ---------------- | ---- | -------- | ---- | ---------- | ------- | -------- |
| a- | ab, ap 𒀊         | ab, ap 𒀊         | ad, at 𒀜         | ad, at 𒀜         | ag, ak 𒀝         | ag, ak 𒀝         | aḫ, eḫ, iḫ, uḫ 𒄴 | al 𒀠 | am 𒄠     | an 𒀭 | ar 𒅈       | aš 𒀸    | az 𒊍     |
| e- | eb, ep, ib, ip 𒅁 | eb, ep, ib, ip 𒅁 | ed, et, id, it 𒀉 | ed, et, id, it 𒀉 | eg, ek, ig, ik 𒅅 | eg, ek, ig, ik 𒅅 | aḫ, eḫ, iḫ, uḫ 𒄴 | el 𒂖 | em, im 𒅎 | en 𒂗 | er, ir 𒅕   | eš 𒌍, 𒐁 | ez, iz 𒄑 |
| i- | eb, ep, ib, ip 𒅁 | eb, ep, ib, ip 𒅁 | ed, et, id, it 𒀉 | ed, et, id, it 𒀉 | eg, ek, ig, ik 𒅅 | eg, ek, ig, ik 𒅅 | aḫ, eḫ, iḫ, uḫ 𒄴 | il 𒅋 | em, im 𒅎 | in 𒅔 | er, ir 𒅕   | iš 𒅖    | ez, iz 𒄑 |
| u- | ub, up 𒌒         | ub, up 𒌒         | ud, ut 𒌓         | ud, ut 𒌓         | ug, uk 𒊌         | ug, uk 𒊌         | aḫ, eḫ, iḫ, uḫ 𒄴 | ul 𒌌 | um 𒌝     | un 𒌦 | ur 𒌨, úr 𒌫 | uš 𒍑    | uz 𒊻     |

### CVC (soglasnik-samoglasnik-soglasnik)
- Ḫ: ḫal 𒄬 ; ḫab/p 𒆸 ; ḫaš 𒋻; ḫad/t 𒉺 (=pa, PA "žezlo"); ḫul (=ḪUL "evil"); ḫub/p 𒄽; ḫar/ḫur 𒄯 (ḪAR "ring", ḪUR "debel", MUR "lung")
- K/G: gal 𒃲 (=GAL "great"); kal, gal9 𒆗; kam/gám 𒄰 (=TU7 "juha"); k/gán 𒃷 (=GÁN "polje"); kab/p, gáb/p 𒆏 (=KAB "pustiti"); kar (=KAR "najti"); k/gàr 𒃼; k/gaš 𒁉 (=bi, KAŠ "pivo"); k/gad/t 𒃰 (=GAD "platno"); gaz 𒄤 (=GAZ "ubiti"); kib/p ; k/gir 𒄫; kiš 𒆧 (=KIŠ "svet"); kid/t9 𒃰 (=gad); kal 𒆗 (=KAL "močan"); kul 𒆰 (=KUL "potomec, mladič"); kúl, gul 𒄢 (=GUL "zlomiti"); k/gum 𒄣; kur 𒆳 (=KUR "zemlja"); kùr/gur 𒄥
- L: lal 𒇲 (=LAL "povezati"); lam 𒇴; lig/k 𒌨 (=ur); liš 𒇺 (=LIŠ "žlica"); luḫ 𒈛 (=LUḪ "minister"); lum 𒈝
- M: maḫ 𒈤 (=MAḪ "velik"); man (=MAN "20"); mar 𒈥; maš 𒈦 (=MAŠ "pol"); meš (="90") ; mil/mel 𒅖 (=iš); miš 𒈩 ; mur 𒄯 (=ḫur); mut (=MUD "kri")
- N: nam 𒉆 (=NAM "okrožje"); nab/p 𒀮; nir 𒉪; niš (=man)
- P/B: p/bal 𒁄; pár/bar 𒈦 (=maš); paš ; pád/t,píd/t 𒁁; p/bíl 𒉋 (=GIBIL "nov"); pir ; p/biš,pùš  𒄫 (=gir); p/bur
- R: rad/t 𒋥; riš 𒊕 (=šag)
- Š: šaḫ 𒋚 (=ŠUBUR "prašič"); šag/k 𒊕 (=SAG "glava"); šal 𒊩 (=MUNUS "ženska"); šam 𒌑 (=ú); šàm ; šab/p ; šar 𒊬 (=SAR "rastlina"); šìp ; šir 𒋓 (=ŠIR "moda"); šum 𒋳; šur 𒋩
- T/D: t/daḫ, túḫ 𒈭; tág/k,dag/k 𒁖; t/dal 𒊑 (=ri); tám/dam 𒁮 (=DAM "žena"); t/dan 𒆗 (=kal); tab/p,dáb/p 𒋰 (=TAB "2") ; tar 𒋻; t/dáš,t/diš 𒁹 ("1") ; tàš 𒀾; tin/tén 𒁷; t/dim 𒁴 ; dir (=DIR "rdeč") ; tir/ter 𒌁 (=TIR "gozd") ; tíš  ; túl 𒇥; t/dum 𒌈; t/dub/p 𒁾 (=DUB "glinena tablica") ; túr/dur 𒄙 (=DUR "trak")
- Z: zul 𒂄; zum 𒍮

## Določilniki
Določilniki so sumerogrami, ki se ne izgovarjajo, ampak nakazujejo kategorijo besede ali pojasnjujejo samostalnike: v besedi URUḪa-at-tu-ša (𒌷𒄩𒀜𒌅𒊭), na primer, določilnik URU označuje ime mesta, beseda pa se izgovori enostavno Hatuša. Pravi sumerogrami so po drugi strani ideogrami, ki se sicer izgovarjajo hetitsko.
- m, I ("1", DIŠ) 𒁹, moška osebna imena
- DIDLI 𒀸 (suffixed), množina ali skupina
- DIDLI ḪI.A 𒀸𒄭𒀀 (nadnapisano), množina
- DINGIR (D) 𒀭 "božanstvo"
- DUG 𒂁 "posoda"
- É 𒂍 "hiša"
- GAD 𒃰 "platno, oblačilo"
- GI 𒄀 "cev, trs"
- GIŠ 𒄑 "les"
- GUD 𒄞 "govedo"
- ḪI.A 𒄭𒀀(nadnapisano), množina
- ḪUR.SAG 𒄯𒊕 "gora"
- ÍD 𒀀𒇉 "reka"
- IM 𒅎 "glina"
- ITU 𒌚 "mesec"
- KAM 𒄰 (nadnapisano), številke
- KI 𒆠 (nadnapisano), v nekaterih krajevnih imenih
- KU6 𒄩 "riba"
- KUR 𒆳 "zemlja"
- KUŠ 𒋢 "skrit, krzno"
- LÚ 𒇽 "mož"
- MEŠ 𒈨𒌍 (nadnapisano), množina
- MEŠ ḪI.A 𒈨𒌍𒄭𒀀 (nadnapisano), množina
- MUL 𒀯 "zvezda"
- MUNUS (f) 𒊩 "ženska", žensko osebno ime
- MUŠ 𒈲 "kača"
- MUŠEN 𒄷 (suffixed) "ptič"
- NA4 𒉌𒌓 "kamen"
- NINDA 𒃻 "kruh"
- PÚ 𒇥 "izvir"
- SAR  𒊬 (nadnapisano) "rastlina"
- SI 𒋛 "rog"
- SÍG 𒋠 "volna"
- TU7 𒄰 "juha"
- TÚG 𒌆 "obleka"
- Ú 𒌑 "rastlina"
- URU 𒌷 "mesto"
- URUDU 𒍐 "baker"
- UZU 𒍜 "meso"